# Liste der Nummer-eins-Hits in Deutschland (1988)
Diese Liste enthält alle Nummer-eins-Hits in Deutschland im Jahr 1988. Es gab in diesem Jahr 13 Nummer-eins-Singles und zwölf Nummer-eins-Alben. In diesem Jahr gab es keine deutschsprachigen Spitzenreiter.
Die Single- und Albumcharts wurden 1988 von Media Control wöchentlich zusammengestellt und umfassten jeweils 75 Stellen. Sie spiegeln den Verkauf physischer Tonträger (Vinyl und CD) wider. Ausgewertet wurden die Verkäufe innerhalb einer Woche (Montag bis Samstag). Die offizielle Veröffentlichung der Charts erfolgte am Montag drei Wochen nach Ende des Erhebungszeitraumes.

## Singles
| ← 1987 ← | Liste der Nummer-eins-Hits in Deutschland | Liste der Nummer-eins-Hits in Deutschland | Liste der Nummer-eins-Hits in Deutschland                                                                                      | 1989 →                    |
| \| Zeitraum \| Wo. ges. \| Interpret \| Titel Autor(en) \| Zusätzliche Informationen \| \| (Zeitraum, Wochen auf Platz eins, Interpret, Titel, Autor[en], zusätzliche Informationen) \| \| \| \| \| \| ----------------------------------------------------------------------------------------- \| -------- \| ----------------------------- \| ------------------------------------------------------------------------------------------------------------------------------ \| ------------------------- \| \| 7. Dezember 1987 – 10. Januar 1988 5 Wochen \| 5 \| Rick Astley \| Whenever You Need Somebody Pete Waterman, Matthew James Aitken, Mike Stock \| – \| \| 11. Januar 1988 – 21. Februar 1988 6 Wochen \| 6 \| Pet Shop Boys \| Always on My Mind Mark James, John L. Christopher Jr., Wayne Carson Thompson \| – \| \| 22. Februar 1988 – 6. März 1988 2 Wochen \| 2 \| Guillermo Marchena \| My Love Is a Tango Musik: Siegfried Schwab; Text: Frank Strecker \| – \| \| 7. März 1988 – 10. April 1988 5 Wochen \| 5 \| Taylor Dayne \| Tell It to My Heart Seth A. Swirsky, Ernie Gold \| – \| \| 11. April 1988 – 24. April 1988 2 Wochen \| 2 \| Kylie Minogue \| I Should Be So Lucky Pete Waterman, Matthew James Aitken, Mike Stock \| – \| \| 25. April 1988 – 22. Mai 1988 4 Wochen \| 4 \| Pet Shop Boys \| Heart Neil Francis Tennant, Chris Lowe \| – \| \| 23. Mai 1988 – 19. Juni 1988 4 Wochen \| 4 \| France Gall \| Ella, elle l’a Michel Berger \| – \| \| 20. Juni 1988 – 14. August 1988 8 Wochen \| 8 \| Ofra Haza \| Im Nin’alu Trad.; Bearbeitung: Benjamin Nagari, Izhar Ashdot; Text; Shalom Shabazi \| – \| \| 15. August 1988 – 21. August 1988 1 Woche \| 1 \| The Fat Boys & Chubby Checker \| The Twist Hank Ballard \| – \| \| 22. August 1988 – 2. Oktober 1988 6 Wochen \| 6 \| Milli Vanilli \| Girl You Know It’s True Rodney Hollaman, William Ed Pettaway Jr., Sean Stafford Spencer, Kevin Wesley Liles, Kayode F. Adeyemo \| – \| \| 3. Oktober 1988 – 23. Oktober 1988 3 Wochen \| 3 \| Koreana \| Hand in Hand Musik: Giorgio G. Moroder; Text: Thomas Ross Whitlock \| – \| \| 24. Oktober 1988 – 6. November 1988 2 Wochen \| 2 \| Whitney Houston \| One Moment in Time Albert Louis Hammond, John Bettis \| – \| \| 7. November 1988 – 15. Januar 1989 10 Wochen \| 10 \| Bobby McFerrin \| Don’t Worry, Be Happy Bobby McFerrin Jr. \| – \| |                                           |                                           | |                           |
| ← 1987 |                                           |                                           | | → 1989 →                  |
| Zeitraum | Wo. ges.                                  | Interpret                                 | Titel Autor(en) | Zusätzliche Informationen |
| (Zeitraum, Wochen auf Platz eins, Interpret, Titel, Autor[en], zusätzliche Informationen) |                                           |                                           | |                           |
| 7. Dezember 1987 – 10. Januar 1988 5 Wochen | 5                                         | Rick Astley                               | Whenever You Need Somebody Pete Waterman, Matthew James Aitken, Mike Stock                                                     | –                         |
| 11. Januar 1988 – 21. Februar 1988 6 Wochen | 6                                         | Pet Shop Boys                             | Always on My Mind Mark James, John L. Christopher Jr., Wayne Carson Thompson                                                   | –                         |
| 22. Februar 1988 – 6. März 1988 2 Wochen | 2                                         | Guillermo Marchena                        | My Love Is a Tango Musik: Siegfried Schwab; Text: Frank Strecker                                                               | –                         |
| 7. März 1988 – 10. April 1988 5 Wochen | 5                                         | Taylor Dayne                              | Tell It to My Heart Seth A. Swirsky, Ernie Gold                                                                                | –                         |
| 11. April 1988 – 24. April 1988 2 Wochen | 2                                         | Kylie Minogue                             | I Should Be So Lucky Pete Waterman, Matthew James Aitken, Mike Stock                                                           | –                         |
| 25. April 1988 – 22. Mai 1988 4 Wochen | 4                                         | Pet Shop Boys                             | Heart Neil Francis Tennant, Chris Lowe                                                                                         | –                         |
| 23. Mai 1988 – 19. Juni 1988 4 Wochen | 4                                         | France Gall                               | Ella, elle l’a Michel Berger                                                                                                   | –                         |
| 20. Juni 1988 – 14. August 1988 8 Wochen | 8                                         | Ofra Haza                                 | Im Nin’alu Trad.; Bearbeitung: Benjamin Nagari, Izhar Ashdot; Text; Shalom Shabazi                                             | –                         |
| 15. August 1988 – 21. August 1988 1 Woche | 1                                         | The Fat Boys & Chubby Checker             | The Twist Hank Ballard | –                         |
| 22. August 1988 – 2. Oktober 1988 6 Wochen | 6                                         | Milli Vanilli                             | Girl You Know It’s True Rodney Hollaman, William Ed Pettaway Jr., Sean Stafford Spencer, Kevin Wesley Liles, Kayode F. Adeyemo | –                         |
| 3. Oktober 1988 – 23. Oktober 1988 3 Wochen | 3                                         | Koreana                                   | Hand in Hand Musik: Giorgio G. Moroder; Text: Thomas Ross Whitlock                                                             | –                         |
| 24. Oktober 1988 – 6. November 1988 2 Wochen | 2                                         | Whitney Houston                           | One Moment in Time Albert Louis Hammond, John Bettis                                                                           | –                         |
| 7. November 1988 – 15. Januar 1989 10 Wochen | 10                                        | Bobby McFerrin                            | Don’t Worry, Be Happy Bobby McFerrin Jr.                                                                                       | –                         |

## Alben
| ← 1987 ← | Liste der Nummer-eins-Alben in Deutschland | Liste der Nummer-eins-Alben in Deutschland | Liste der Nummer-eins-Alben in Deutschland | 1989 →                    |
| \| Zeitraum \| Wo. ges. \| Interpret \| Titel \| Zusätzliche Informationen \| \| (Zeitraum, Wochen auf Platz eins, Interpret, Titel, zusätzliche Informationen) \| \| \| \| \| \| ------------------------------------------------------------------------------ \| -------- \| ------------------ \| -------------------------- \| ------------------------- \| \| 21. Dezember 1987 – 17. Januar 1988 4 Wochen \| 4 \| Rondò Veneziano \| Misteriosa Venezia \| – \| \| 18. Januar 1988 – 31. Januar 1988 2 Wochen \| 2 \| Rick Astley \| Whenever You Need Somebody \| – \| \| 1. Februar 1988 – 21. Februar 1988 3 Wochen (insgesamt 7) \| 7 \| (Soundtrack) \| Dirty Dancing \| – \| \| 22. Februar 1988 – 13. März 1988 3 Wochen \| 3 \| Peter Maffay \| Lange Schatten \| – \| \| 14. März 1988 – 10. April 1988 4 Wochen (insgesamt 7) \| 7 \| (Soundtrack) \| Dirty Dancing \| – \| \| 11. April 1988 – 17. April 1988 1 Woche \| 1 \| (Soundtrack) \| More Dirty Dancing \| – \| \| 18. April 1988 – 24. Juli 1988 14 Wochen \| 14 \| Herbert Grönemeyer \| Ö \| – \| \| 25. Juli 1988 – 28. August 1988 5 Wochen (insgesamt 11) \| 11 \| Michael Jackson \| Bad \| – \| \| 29. August 1988 – 18. September 1988 3 Wochen \| 3 \| Tracy Chapman \| Tracy Chapman \| – \| \| 19. September 1988 – 23. Oktober 1988 5 Wochen \| 5 \| BAP \| Da Capo \| – \| \| 24. Oktober 1988 – 27. November 1988 5 Wochen (insgesamt 6) \| 6 \| U2 \| Rattle and Hum \| – \| \| 28. November 1988 – 4. Dezember 1988 1 Woche \| 1 \| Die Ärzte \| Nach uns die Sintflut \| – \| \| 5. Dezember 1988 – 11. Dezember 1988 1 Woche (insgesamt 6) \| 6 \| U2 \| Rattle and Hum \| – \| \| 12. Dezember 1988 – 22. Januar 1989 6 Wochen \| 6 \| MSSO \| Pop Goes Classic \| – \| |                                            |                                            |                                            |                           |
| ← 1987 |                                            |                                            |                                            | → 1989 →                  |
| Zeitraum | Wo. ges.                                   | Interpret                                  | Titel                                      | Zusätzliche Informationen |
| (Zeitraum, Wochen auf Platz eins, Interpret, Titel, zusätzliche Informationen) |                                            |                                            |                                            |                           |
| 21. Dezember 1987 – 17. Januar 1988 4 Wochen | 4                                          | Rondò Veneziano                            | Misteriosa Venezia                         | –                         |
| 18. Januar 1988 – 31. Januar 1988 2 Wochen | 2                                          | Rick Astley                                | Whenever You Need Somebody                 | –                         |
| 1. Februar 1988 – 21. Februar 1988 3 Wochen (insgesamt 7) | 7                                          | (Soundtrack)                               | Dirty Dancing                              | –                         |
| 22. Februar 1988 – 13. März 1988 3 Wochen | 3                                          | Peter Maffay                               | Lange Schatten                             | –                         |
| 14. März 1988 – 10. April 1988 4 Wochen (insgesamt 7) | 7                                          | (Soundtrack)                               | Dirty Dancing                              | –                         |
| 11. April 1988 – 17. April 1988 1 Woche | 1                                          | (Soundtrack)                               | More Dirty Dancing                         | –                         |
| 18. April 1988 – 24. Juli 1988 14 Wochen | 14                                         | Herbert Grönemeyer                         | Ö                                          | –                         |
| 25. Juli 1988 – 28. August 1988 5 Wochen (insgesamt 11) | 11                                         | Michael Jackson                            | Bad                                        | –                         |
| 29. August 1988 – 18. September 1988 3 Wochen | 3                                          | Tracy Chapman                              | Tracy Chapman                              | –                         |
| 19. September 1988 – 23. Oktober 1988 5 Wochen | 5                                          | BAP                                        | Da Capo                                    | –                         |
| 24. Oktober 1988 – 27. November 1988 5 Wochen (insgesamt 6) | 6                                          | U2                                         | Rattle and Hum                             | –                         |
| 28. November 1988 – 4. Dezember 1988 1 Woche | 1                                          | Die Ärzte                                  | Nach uns die Sintflut                      | –                         |
| 5. Dezember 1988 – 11. Dezember 1988 1 Woche (insgesamt 6) | 6                                          | U2                                         | Rattle and Hum                             | –                         |
| 12. Dezember 1988 – 22. Januar 1989 6 Wochen | 6                                          | MSSO                                       | Pop Goes Classic                           | –                         |

## Jahreshitparaden
| ← 1987 ← | Liste der Jahres-Nummer-eins-Hits in Deutschland | Liste der Jahres-Nummer-eins-Hits in Deutschland                                | Liste der Jahres-Nummer-eins-Hits in Deutschland | 1989 →   |
| \| Singles \| Position# \| Alben \| \| -------------------------------------------------------------------------------------------------------------------------------------------- \| --------- \| ------------------------------------------------------------------------------- \| \| Girl You Know It’s True Milli Vanilli Rodney Hollaman, William Ed Pettaway Jr., Sean Stafford Spencer, Kevin Wesley Liles, Kayode F. Adeyemo \| 1 \| Dirty Dancing (Soundtrack) \| \| Im Nin’alu Ofra Haza Trad.; Bearbeitung: Benjamin Nagari, Izhar Ashdot; Text; Shalom Shabazi \| 2 \| Ö Herbert Grönemeyer \| \| Okay Marcus Gabler \| 3 \| Bad Michael Jackson \| \| Always on My Mind Pet Shop Boys John Christopher, Mark James, Wayne Thompson \| 4 \| More Dirty Dancing (Soundtrack) \| \| Ella, elle l’a France Gall Michel Berger \| 5 \| Liebe, Tod & Teufel Erste Allgemeine Verunsicherung \| \| Macho, Macho Rainhard Fendrich \| 6 \| Tracy Chapman \| \| Yé ké yé ké Mory Kanté \| 7 \| Whenever You Need Somebody Rick Astley \| \| Tell It to My Heart Taylor Dayne Seth A. Swirsky, Ernie Gold \| 8 \| … Nothing Like the Sun Sting \| \| Push It (Again) Salt ’n’ Pepa Hurby Azor \| 9 \| Introducing the Hardline According to Terence Trent D’Arby Terence Trent D’Arby \| \| The Twist The Fat Boys & Chubby Checker Hank Ballard \| 10 \| Actually Pet Shop Boys \| |                                                  |                                                                                 |                                                  |          |
| ← 1987 |                                                  |                                                                                 |                                                  | → 1989 → |
| Singles | Position#                                        | Alben                                                                           |                                                  |          |
| Girl You Know It’s True Milli Vanilli Rodney Hollaman, William Ed Pettaway Jr., Sean Stafford Spencer, Kevin Wesley Liles, Kayode F. Adeyemo | 1                                                | Dirty Dancing (Soundtrack)                                                      |                                                  |          |
| Im Nin’alu Ofra Haza Trad.; Bearbeitung: Benjamin Nagari, Izhar Ashdot; Text; Shalom Shabazi | 2                                                | Ö Herbert Grönemeyer                                                            |                                                  |          |
| Okay Marcus Gabler | 3                                                | Bad Michael Jackson                                                             |                                                  |          |
| Always on My Mind Pet Shop Boys John Christopher, Mark James, Wayne Thompson | 4                                                | More Dirty Dancing (Soundtrack)                                                 |                                                  |          |
| Ella, elle l’a France Gall Michel Berger | 5                                                | Liebe, Tod & Teufel Erste Allgemeine Verunsicherung                             |                                                  |          |
| Macho, Macho Rainhard Fendrich | 6                                                | Tracy Chapman                                                                   |                                                  |          |
| Yé ké yé ké Mory Kanté | 7                                                | Whenever You Need Somebody Rick Astley                                          |                                                  |          |
| Tell It to My Heart Taylor Dayne Seth A. Swirsky, Ernie Gold | 8                                                | … Nothing Like the Sun Sting                                                    |                                                  |          |
| Push It (Again) Salt ’n’ Pepa Hurby Azor | 9                                                | Introducing the Hardline According to Terence Trent D’Arby Terence Trent D’Arby |                                                  |          |
| The Twist The Fat Boys & Chubby Checker Hank Ballard | 10                                               | Actually Pet Shop Boys                                                          |                                                  |          |